# NGC 6973
NGC 6973 је појединачна звезда у сазвежђу Водолија која се налази на NGC листи објеката дубоког неба.
Деклинација објекта је - 5° 53' 39" а ректасцензија 20h 52m 6,0s. Привидна величина (магнитуда) објекта NGC 6973 износи 13,2 а фотографска магнитуда 15,6.